# Doctor Miguel Silva Macías
Doctor Miguel Silva Macías es una localidad del estado mexicano de Michoacán. Es parte del municipio de Ario. Fue fundada el 12 de febrero de 1945.

## Demografía
| Gráfica de evolución demográfica |
|                                  |

| Censo | Población |
| ----- | --------- |
| 1950  | 618       |
| 1960  | 511       |
| 1970  | 648       |
| 1980  | 737       |
| 1990  | 822       |
| 2000  | 824       |
| 2010  | 968       |
| 2020  | 1 167     |